# All for Love (canción de E.M.D.)
«All for Love» fue el sencillo debut del trío musical sueco E.M.D. que fue publicado el 17 de diciembre de 2007.
Fue una versión de "All For Love" interpretada originalmente por Bryan Adams, Rod Stewart y Sting.
Debutó en el número dos en la lista oficial de sencillos suecos, ascendió al número uno la semana siguiente y permaneció allí durante seis semanas consecutivas. El sencillo permaneció en las listas durante 17 semanas y fue certificado triple platino en Suecia.
| Lista (2007–2008) | Máxima posición |
| ----------------- | --------------- |
| Suecia            | 1               |